# Coccoloba masonii
Coccoloba masonii är en slideväxtart som beskrevs av Cyrus Longworth Lundell. Coccoloba masonii ingår i släktet Coccoloba och familjen slideväxter. Inga underarter finns listade i Catalogue of Life.